# Ровномірний розподіл втрат в страхуванні

## Розподіл втрат
У майновому страхуванні розмір відшкодування може приймати будь-яке значення від нуля до страхової суми. Це означає, що випадкової величини Y та Х є безперервним випадковими величинами. Природа безперервної величини А може бути описана функцією розподілу імовірності.
{\displaystyle F_{A}(x)=P(A\geq X)} .
Або щільністю розподілу імовірностей (якщо вона існує)
{\displaystyle f_{A}(x)=F'_{A}(x)} .
Розподіл випадкової величини - одне з основних понять теорії імовірності, також відіграє дуже важливу роль в актуарній математиці. Для страхової компанії ризик втрати, що приймається на страхування, - це негативна по своїх можливих економічних наслідках випадкова величина. Значення її характеристик дозволяє дати їй вартісну оцінку, а також - прогноз фінансового стану компанії.
Нехай є фактичні значення збитку, який був понесений однаковими об'єктами в результаті страхового випадку впродовж деякого часу. Тоді можна вважати, що відомі вибіркові оцінки для середнього значення і дисперсії випадкової величини Y, що описує можливі втрати в результаті страхового випадку.

## Рівномірний розподіл
Випадкова величина Y має рівномірний розподіл на відрізку [a,b], якщо щільність постійна на цьому відрізку і рівна нулю поза ним. 
{\displaystyle f_{Y}(x)=\left\{{\begin{matrix}{\frac {1}{b-a}},&x\in [a,b]\\0,&x\not \in [a,b]\end{matrix}}\right..}
{\displaystyle F_{Y}(x)=\left\{{\begin{matrix}{\frac {x-a}{b-a}},&x\in [a,b]\\1,&x>b\end{matrix}}\right..}

## Використані джерела
1. Гвозденко А.А. Основы страхования: Учебник. - М.: Финансы и статистика, 1998. - 304 с.
2. Гомелля В.Б. Основы страхового дела: Учебное пособие. - М.: «СОМИНТЭК», 1998. - 384 с.